# فأر سيتزري
فأر سيتزري (الاسم العلمي: Mus setzeri) (بالإنجليزية: Setzer’s Mouse)‏ هو نوع من الحيوانات يتبع جنس الفأر من الفصيلة الفأرية.